# Форест (округ Фон-дю-Лак, Вісконсин)
Форест (англ. Forest) — місто (англ. town) в США, в окрузі Фон-дю-Лак штату Вісконсин. Населення — 975 осіб (2020).

## Демографія
Згідно з переписом 2010 року, у місті мешкало 1080 осіб у 404 домогосподарствах у складі 317 родин. Було 436 помешкань
Расовий склад населення:
| - 98,4 % — білих - 0,5 % — вихідців з тихоокеанських островів - 0,2 % — корінних американців - 0,2 % — азіатів - 0,1 % — чорних або афроамериканців |

До двох чи більше рас належало 0,5 %. Частка іспаномовних становила 0,9 % від усіх жителів.
За віковим діапазоном населення розподілялося таким чином: 22,8 % — особи молодші 18 років, 63,7 % — особи у віці 18—64 років, 13,5 % — особи у віці 65 років та старші. Медіана віку мешканця становила 43,4 року. На 100 осіб жіночої статі у місті припадало 101,5 чоловіків;  на 100 жінок у віці від 18 років та старших — 100,5 чоловіків також старших 18 років.
Середній дохід на одне домашнє господарство  становив 84 542 долари США (медіана — 73 167), а середній дохід на одну сім'ю — 92 665 доларів (медіана — 82 083). Медіана доходів становила 52 500 доларів для чоловіків та 34 943 долари для жінок. За межею бідності перебувало 3,5 % осіб, у тому числі 0,0 % дітей у віці до 18 років та 1,8 % осіб у віці 65 років та старших.
Цивільне працевлаштоване населення становило 585 осіб. Основні галузі зайнятості: виробництво — 28,9 %, сільське господарство, лісництво, риболовля — 14,9 %, освіта, охорона здоров'я та соціальна допомога — 11,3 %, роздрібна торгівля — 10,1 %.